# SBS
SBS(에스비에스)는 대한민국을 가시청권으로 하는 지상파 방송국 중 하나이다.

## 개요
지상파 민영 상업 방송국의 전국 네트워크의 중심국(키국)이라고 볼 수 있으나, 공식상으로는 서울, 경기, 인천 등 수도권을 방송권역으로 하는 지역민영방송이다. 그 외의 지역 민방국과의 직접적인 자본 관계는 전혀 없으며 단지 프로그램 공급 계약을 맺었을 뿐이다. 다만 SBS 대주주 TY홀딩스는 KNN 주식의 10.9%와 G1방송 주식의 4.9%를 보유와 SBS 제2주주인 가스 기기 제조사 (주)귀뚜라미는 TBC 주식의 24.2%(계열의 귀뚜라미정밀공업, 귀뚜라미보일러 몫 합계)를 보유하는 대주주다.
제작사옥은 서울특별시 양천구 목동서로 161(목동)에 본사, 경기도 고양시 일산서구 일현로 111(탄현동)에 제작센터, 서울특별시 강서구 양천로 442(등촌동)에 공개홀, 서울특별시 마포구 82(상암동)에 SBS프리즘타워 등을 가지고 있다. 목동 방송센터에서는 주로 보도와 시사 프로그램이 제작되며, 국내방송사옥 중 최대규모의 사옥으로 주로 사무용 건물로 사용된다. 일산제작센터에서는 드라마와 예능 프로그램이 주로 제작되며, 등촌동 공개홀에서는 음악 프로그램과 다양한 예능 프로그램이 제작되고 있다. SBS프리즘타워에는 예능프로그램이 제작되며, SBS 미디어넷이 입주해 있다.
1998년 12월 1일 방송합리화 정책에 의하여 SBS에서 방송기술부문과 방송미술부문이 SBS 아트텍으로 영상제작부문과 중계부문이 SBS 뉴스텍의 자회사로 분사되었다. SBS 아트텍은 목동본사 스튜디오와 일산제작센터, 등촌동 공개홀 부조정실과 기술과 관련된 부문을 담당하고 있다. 그러다 2014년 5월 1일 두 법인이 서로 합병하여 SBS A&T가 출범하였다.
케이블TV, 위성방송 KT스카이라이프(KT Skylife), IPTV 서비스 등을 통해 SBS 플러스, SBS 스포츠, SBS 골프, SBS 골프 2 등의 각 채널을 방송하고 있다. 그중에서 SBS 스포츠에서는 2023년 시즌부터 일본 프로야구 요미우리 자이언츠의 홈 시합의 중계방송을 닛폰 TV 방송망로부터 영상 제공을 받는 형태로 개시하고 있다. 이승엽의 요미우리 자이언츠 입단에 따른 것으로 경기 종료까지 음성은 SBS측이 붙이는 '가공 출장'형식을 취하고 있다.
방송국 개국 이래 일본의 니혼 TV(NTV)와 제휴 관계이며, 니혼TV 계열의 후쿠오카 방송(FBS)에서 특파원을 받아들이고 있다. 현재 SBS 도쿄지국은 시오도메의 닛폰 TV(NTV) 타워 내에 있으며, 도쿄에서 전하는 뉴스 화면에서는 신바시역 부근을 달리는 도카이도 신칸센이 배경으로 나타난다. 2004년 11월부터 일본의 모바 호(Ho)에 텔레비전 뉴스, 드라마, 버라이어티, 라디오 프로그램 등의 공급을 개시하였다. 이 외에 미국 NBC, 러시아 RTR, 중국 북경 TV, 베트남 하노이 TV 등과도 협력 관계다.
주식을 한국거래소에 상장하였다. 실질적 대주주는 건설 회사인 태영건설이다. 태영건설은 SBS와 설립 발기인적 입장에 있을 뿐 아니라 윤세영이 두회사의 회장을 맡는등 자본과 인사상의 관계가 깊다.
지상파 민영 상업 방송국의 전국 네트워크의 중심국(키국)이라고 볼 수 있으나, 공식상으로는 서울, 경기, 인천 등 수도권을 방송권역으로 하는 지역민영방송이다. 그 외의 지역 민방국과의 직접적인 자본 관계는 전혀 없으며 단지 프로그램 공급 계약을 맺었을 뿐이다. 다만 SBS 대주주 TY홀딩스는 KNN 주식의 10.9%와 G1방송 주식의 4.9%를 보유와 SBS 제2주주인 가스 기기 제조사 (주)귀뚜라미는 TBC 주식의 24.2%(계열의 귀뚜라미정밀공업, 귀뚜라미보일러 몫 합계)를 보유하는 대주주다.
제작사옥은 서울특별시 양천구 목동서로 161(목동)에 본사, 경기도 고양시 일산서구 일현로 111(탄현동)에 제작센터, 서울특별시 강서구 양천로 442(등촌동)에 공개홀, 서울특별시 마포구 82(상암동)에 SBS프리즘타워 등을 가지고 있다. 목동 방송센터에서는 주로 보도와 시사 프로그램이 제작되며, 국내방송사옥 중 최대규모의 사옥으로 주로 사무용 건물로 사용된다. 일산제작센터에서는 드라마와 예능 프로그램이 주로 제작되며, 등촌동 공개홀에서는 음악 프로그램과 다양한 예능 프로그램이 제작되고 있다. SBS프리즘타워에는 예능프로그램이 제작되며, SBS 미디어넷이 입주해 있다.
1998년 12월 1일 방송합리화 정책에 의하여 SBS에서 방송기술부문과 방송미술부문이 SBS 아트텍으로 영상제작부문과 중계부문이 SBS 뉴스텍의 자회사로 분사되었다. SBS 아트텍은 목동본사 스튜디오와 일산제작센터, 등촌동 공개홀 부조정실과 기술과 관련된 부문을 담당하고 있다. 그러다 2014년 5월 1일 두 법인이 서로 합병하여 SBS A&T가 출범하였다.
케이블TV, 위성방송 KT스카이라이프(KT Skylife), IPTV 서비스 등을 통해 SBS 플러스, SBS 스포츠, SBS 골프, SBS 골프 2 등의 각 채널을 방송하고 있다. 그중에서 SBS 스포츠에서는 2023년 시즌부터 일본 프로야구 요미우리 자이언츠의 홈 시합의 중계방송을 닛폰 TV 방송망로부터 영상 제공을 받는 형태로 개시하고 있다. 이승엽의 요미우리 자이언츠 입단에 따른 것으로 경기 종료까지 음성은 SBS측이 붙이는 '가공 출장'형식을 취하고 있다.
방송국 개국 이래 일본의 니혼 TV(NTV)와 제휴 관계이며, 니혼TV 계열의 후쿠오카 방송(FBS)에서 특파원을 받아들이고 있다. 현재 SBS 도쿄지국은 시오도메의 닛폰 TV(NTV) 타워 내에 있으며, 도쿄에서 전하는 뉴스 화면에서는 신바시역 부근을 달리는 도카이도 신칸센이 배경으로 나타난다. 2004년 11월부터 일본의 모바 호(Ho)에 텔레비전 뉴스, 드라마, 버라이어티, 라디오 프로그램 등의 공급을 개시하였다. 이 외에 미국 NBC, 러시아 RTR, 중국 북경 TV, 베트남 하노이 TV 등과도 협력 관계다.
주식을 한국거래소에 상장하였다. 실질적 대주주는 건설 회사인 태영건설이다. 태영건설은 SBS와 설립 발기인적 입장에 있을 뿐 아니라 윤세영이 두회사의 회장을 맡는등 자본과 인사상의 관계가 깊다.

## 역사
1980년 전두환 정부 시절 시행된 언론통폐합 조치로 인해 민영방송은 사실상 모두 폐지되었다. 당시 민영방송이었던 TBC(동양방송)와 DBS(동아방송) 등은 강제로 KBS와 MBC 등 공영방송에 통합되었다.
1990년 8월 방송법이 개정되어 10년 만에 민영방송이 전면 허용되었다. 1990년 10월 31일 (주)태영을 지배 주주로 하는 31개사가 민영방송 주체자로 선정되었으며, 같은 해 11월 14일 (주)서울방송이 설립되었다. 대표이사는 윤세영으로, 설립 자본금은 500억 원이었다.
1991년 3월 13일 SBS의 CI가 확정되었으며, 3월 30일에는 KBS 라디오서울로부터 주파수를 인계받아 SBS AM 라디오 방송(현 SBS라디오)을 개국하였다(호출부호 HLSQ, AM 792kHz, 50KW). 이어 7월 5일에는 일본의 니혼TV(NTV)와 방송 협정을 체결하며 해외 교류를 시작하였다. 같은 해 11월 양평동 스튜디오가 준공되고, 11월 30일부터 텔레비전 채널 6번에서 SBS TV 시범 방송을 개시하였다. 12월 9일 본사 임차 건물 내 스튜디오가 준공되었으며, 12월 7일 미국 NBC와 러시아 RTR과 방송 협정을 체결하였다. 12월 9일에는 SBS TV가 정식으로 개국하였다(호출부호 HLSQ-TV).
1992년에는 신세기 아마존 사진전을 개최하고, 3월 20일에는 미국 내 SBS USA(미주지사)를 설립하였다. 5월에는 SBS 프로덕션이 설립되었으며, 12월 9일에는 일산 스튜디오가 준공되었다. 1993년 2월 17일에는 중국 BTV와 방송 협정을 체결하였고, 4월 26일 8개의 간이 무인 중계소가 준공되었다. 7월 1일에는 SBS 고양송신소가 준공되어 대한민국 최초로 AM 스테레오 방송을 시작하였다. 10월 25일에는 SBS 문화재단을 설립하였으며, 11월 14일에는 관악산 및 용문산 텔레비전 중계소가 준공되면서 강원도 춘천, 원주, 홍천, 횡성, 충청북도 충주, 음성, 진천, 증평, 충청남도 천안, 서산, 당진, 홍성 등으로 가시청권이 확대되었다. 12월 9일에는 등촌동 공개홀이 준공되었다.
1994년 3월 윤세영 회장이 취임하고, 같은 해 7월 SBS 노사위원협의회가 발대하였다. 9월부터는 SBS 전용 글자체를 도입하여 영문 대문자를 전면 통일하였다.
1995년 4월에는 부산, 대구, 대전, 광주 지역의 4개 민영방송(KNN, TBC, TJB, KBC)과 기본 협정을 체결한 뒤 5월 14일에 동시 개국했으며, 5월에는 베트남 하노이 TV와 방송 협정을 체결하였다. 11월 14일에는 창사 5주년 기념식을 개최하고, 일산 제작센터가 준공되었다.
1996년 2월에는 SBS 방송아카데미를 개원하고, 방송위원회를 설립하였다. 10월에는 홍콩 TVB와 방송 협정을 체결하였으며, 10월 30일부터 SBS 파워FM 시험 방송을 시작하여 11월 14일 정식 개국하였다(호출부호 HLSQ-FM, FM 107.7MHz).
1997년 1월 28일에는 안양 SBS 스타즈 프로농구단을 창단하였고, 3월 3일 탄현 제작센터 별관에 입주하였다. 8월 30일에는 전주방송(9월 27일 개국)과 청주방송(10월 18일 개국)과 기본 협정을 체결하였다. 12월 9일에는 인기 프로그램 ‘행복찾기’ 100회 방송을 달성하였다.
1998년 12월 1일에는 SBS 아트텍과 SBS 뉴스텍을 설립하였다. 1999년 1월 1일에는 SBS AM 방송의 표준 FM 방송인 러브FM을 개국하였으며(호출부호 HLSQ-SFM, FM 103.5MHz), 3월에는 송도균 사장이 취임하였다. 5월에는 코스닥에 (주)서울방송으로 상장하였고, 7월에는 한국골프채널을 인수해 SBS 골프채널을 설립하였다. 8월에는 하나로통신과 인터넷 사업 업무 제휴를 체결하고, 9월에는 SBS 인터넷을 설립하였다. 9월 13일에는 디지털 TV 시험방송을 개국하였다. 12월 5일에는 방송사상 최초로 북한에서 이산가족 상봉 행사를 공식 취재하였다.
2000년 1월에는 한국스포츠TV를 인수하고, 2월에는 SBS 스포츠채널을 설립하였다. 3월에는 SBS 미디어넷이 출범하고, 축구채널을 개국하였으며, 회사 명칭을 (주)서울방송에서 (주)SBS로 변경하였다. 6월 15일에는 임진각과 평양에서 남북정상회담 특집 방송을 진행하였고, 8월 31일에는 대한민국 최초로 디지털 TV 시험방송을 개시하였다. 10월 9일에는 평양에서 생방송 뉴스를 실시하며 최초 기록을 세웠다. 11월에는 창사 10주년 기념식과 새로운 CI 선포식을 개최하였다.
2001년 4월 6일에는 대한민국 최초로 HDTV(고화질 디지털TV) 생중계를 진행하였고, 7월 14일에는 미주지역 위성방송을 개국하였다. 10월 26일에는 HDTV 본방송과 관악산 DTV 송신소 개국을 통해 본격적인 디지털 방송 시대를 열었다. 12월 15일에는 강원민방과 기본협정을 체결하고, 강원민방(GTB)을 개국하였다.
2002년에는 제주방송과 기본협정을 체결하고, 5월 31일에 제주국제자유도시방송(JIBS)이 개국하였다. 같은 해 한일 월드컵 중계방송과 지방선거 방송을 실시하는 등 사회적 역할도 확대하였다. HDTV 및 디지털 방송 기술이 빠르게 확산됨에 따라 고화질 방송과 디지털 콘텐츠 생산에 집중하여, 시청자들에게 보다 선명하고 다양한 방송 서비스를 제공하며, 디지털 미디어 시대에 대응하였다.
2010년 SBS는 밴쿠버 동계 올림픽과 남아프리카공화국 월드컵을 단독 중계하며 스포츠 중계 분야에서 독보적인 입지를 다졌다. 국내 축구 팬들에게 생생한 경기 장면과 전문 해설을 제공함으로써 큰 호응을 얻었고, 스포츠 방송의 위상을 높였다.
2010년대는 SBS 드라마와 예능 프로그램이 다채로워지고, 혁신적인 시도가 활발히 이루어진 시기였다. ‘별에서 온 그대’, ‘시크릿 가든’, ‘괜찮아, 사랑이야’ 등 인기 드라마들은 한류 열풍을 주도하며 국내외 시청자들에게 큰 사랑을 받았다. 예능 부문에서도 ‘런닝맨’, ‘힐링캠프’, ‘미운 우리 새끼’ 등 독창적이고 신선한 포맷의 프로그램들이 높은 시청률과 화제성을 동시에 확보하였다.
스마트폰과 인터넷 방송 이용자의 급증에 발맞추어 SBS는 디지털 콘텐츠 개발과 모바일 서비스 확대에 주력하였다. ‘SBS NOW’와 같은 공식 온라인 채널을 통해 실시간 방송 및 다양한 VOD 서비스를 제공함으로써 시청자와의 접점을 더욱 넓히고자 하였다.

## 조직
8본부(4/센터) 4국 62팀/부/EP/CP
- 사장 직속
  - 윤리경영팀
  - 심의팀
- 전략기획실
  - 정책팀
    - 남북교류협력단

  - 디지털사업국
    - 미디어전략팀
    - 미디어사업팀
    - 모바일제작사업팀
    - 아카이브사업팀
- 경영본부
  - 노사협력팀
  - 경영관리팀
  - 인사팀
  - 총무팀
  - ERP팀
  - 자산개발담당이사
    - 자산개발팀
- 기술국
  - 기술기획팀
  - 인프라관리팀
  - 송출기술팀
  - 편집기술팀
  - 라디오기술팀
  - 미디어기술연구소
- 편성실
  - 편성기획팀
  - 편성팀
  - 광고팀
  - 홍보팀
  - 콘텐츠파트너십팀
  - 문화사업팀
  - 아나운서팀
- 시사교양본부
  - 교양운영팀
  - 교양 1~4CP
  - 교양D스튜디오
- 예능본부
  - 예능운영팀
  - 예능 1~4CP
  - 예능D스튜디오
  - 글로벌제작사업팀
- 드라마본부
  - 드라마운영팀
  - 드라마기획팀
  - 드라마 1~3EP
- 라디오센터
  - 라디오운영팀
  - 라디오편성기획CP
  - 라디오 1~2CP
- 보도본부
  - 뉴스혁신부, 논설위원실, 보도운영팀
  - 보도국
    - 8뉴스부, 일반뉴스부, 탐사보도부, 정치부, 경제부, 사회부

  - 스포츠부국장
    - 스포츠부국제부

  - 뉴미디어국
    - 뉴미디어뉴스부, 뉴미디어제작부

### 한국 관련 회사
국내 지국
- KNN
- TBC
- TJB
- JTV
- G1강원
- CJB
- kbc
- JIBS

해외 지국
- 워싱턴 D.C., 뉴욕, 로스앤젤레스, 베이징, 도쿄, 파리, 런던

해외 제휴국
- NBC(미국), TF1(프랑스), ITV(영국), RTL 텔레비전 (독일), 안테나 3 (스페인), RTR(러시아), 니혼TV(일본), BTV북경전시대(중화인민공화국), TVB전시광파유한공사(홍콩), CTV중국텔레비전공사(중화민국), 하노이 TV(베트남) 외 다수 방송사

관련 회사·단체
- SBS 미디어홀딩스, SBS 디지털뉴스랩, SBS 콘텐츠허브, SBS A&T, SBS 인터내셔널, SBS 미디어넷, SBS 스포츠, SBS 골프, SBS 골프 2, SBS 플러스, SBS 이플러스, SBS Biz, SBS 아카데미, SBS 문화재단, 서암학술장학재단,

## 연혁

### 1990년대

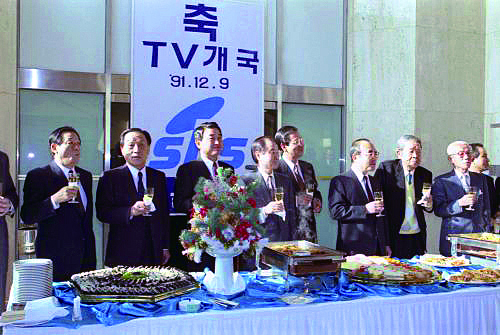
1991년 12월 9일 SBS 텔레비전 개국식

- 1990년 11월 14일 - (주)태영건설을 지배 주주로 한 31개사를 민영 방송 주체자로 선정, (주)서울방송 설립(서울특별시 영등포구 여의도동 10-2, 현(現) 태영 빌딩, 대표이사 윤세영, 설립자본금 500억원)
- 1991년 - 본사(임차건물) 스튜디오 준공 (뉴스센터포함 7개)
- 1991년 2월 11일 - SBS 워싱턴지국을 개소
- 1991년 3월 20일 KBS 라디오서울 인수 및 AM 라디오 방송 매각.
- 1991년 3월 20일 - 오후 5시, AM 라디오 방송 AM 792㎑(호출부호 HLSQ)로 개국.
- 1991년 7월 5일 - 일본 니혼테레비 업무협정 제휴
- 1991년 10월 1일 - SBS 파리지국 개소.
- 1991년 12월 7일 - 미국 NBC, 러시아 RTR과 방송협정을 체결
- 1991년 12월 9일 - 오전 10시 SBS TV 개국 및 광고방송(상업광고방송) 실시.
- 1992년 2월 20일 - SBS 프로덕션, SBS USA(미주지사) 설립
- 1992년 3월 11일 - 안양 SBS 스타즈 프로농구단 창단(2005년 KT&G에 농구단 매각)
- 1992년 3월 20일 - 뉴욕에 SBS USA(미주지사) 설립
- 1992년 3월 24일 - 로스앤젤레스에 SBS USA의 지사 SBS America 설립(이후 SBS USA에 합병)
- 1992년 7월 3일 - SBS 모스크바 지국 개소.
- 1992년 9월 7일 - SBS 부산지국, 대구지국, 광주지국, 대전지국 개소.
- 1992년 12월 9일 - 일산 스튜디오 준공
- 1992년 12월 10일 - 일본 니혼테레비 보도 업무협정 제휴.
- 1991년 12월 13일 - SBS 도쿄지국을 니혼 TV 코우치마치 사옥에 개소
- 1993년 2월 17일 - 중국 BTV, 대만 CTV와 방송협정 체결
- 1993년 5월 - SBS 베이징지국을 개소
- 1993년 7월 1일 - 경기도 고양시 덕양구 내곡동에 일산AM송신소 신축·이전. 일산AM송신소 라디오 방송 개시
- 1993년 10월 25일 - SBS문화재단 설립.
- 1993년 11월 14일 - 관악산, 용문산 텔레비전 중계소 개소
- 1993년 12월 9일 - 등촌동 공개홀 준공
- 1994년 3월 - SBS 뉴욕지국을 개소
- 1994년 9월 19일 - sbs 소문자에서 SBS 대문자로 로고 변경.
- 1994년 10월 1일 - KBS 1TV의 채널은 수신료징수제도개선을 계기로 광고방송(상업광고방송) 폐지에 따른 SBS TV는 KBS 2TV의 채널과 MBC TV만 광고방송(상업광고방송) 시간 및 편성 확대.
- 1995년 - 윤세영 회장, 윤혁기 사장 취임, SBS 목동 신사옥 부지 매입.
- 1995년 - 노사위원협의회 발대식
- 1995년 5월 14일 - 타지역 민영 방송과 협정 체결로 전국네트워크로 출범(대구, 광주, 부산, 대전)하면서 SBS 부산지국, 대구지국, 광주지국, 대전지국 폐업.
- 1995년 3월 29일 - SBS 강릉지국 개소
- 1995년 4월 7일 - SBS 제주지국 개소
- 1995년 11월 9일 - SBS 울산지국 개소
- 1995년 11월 - 베트남 하노이 TV와 방송협정을 체결
- 1995년 11월 14일 - 경기도 고양시 SBS 일산제작센터 준공
- 1996년 2월 5일 - 방송아카데미 개원, 방송위원회 설립
- 1996년 6월 - 홍콩 TVB와 방송협정을 체결
- 1996년 11월 14일 - SBS 파워FM 개국(FM 107.7㎒)
- 1997년 - SBS 프로덕션 대표이사 신영균 변건 취임, 서울방송에서 분사, SBS 아트텍, SBS 뉴스텍 설립
- 1998년 - 송도균 사장 취임, 코스닥 상장, SBS 인터넷 설립, 디지털TV 시험방송 시작
- 1999년 - 한국스포츠TV 인수, 스포츠채널 설립, 명칭을 (주)서울방송에서 (주)SBS로 변경,축구채널 (자본금 40억원, 출자 100%) 설립,자회사 SBSi(에스비에스아이) 설립, 자회사 SBS美 설립, HDTV(고화질 디지털TV) 개시,관악산 디지털TV 송신소 개국
- 1999년 1월 1일 - SBS AM 라디오의 표준FM 방송 SBS 러브FM 개국 (FM 103.5㎒)

### 2000년대
- 2000년 10월 9일 - 대한민국 최초 평양에서 생방송 뉴스 진행
- 2000년 11월 14일 - SBS 창사 10주년 기념식 및 CI 선포[3]
- 2001년 - 미주 법인명 SBS USA로 변경
- 2002년 5월 30일 - SBS 제주지국 폐업 및 제주지역 민영방송국 JIBS 개국 준비.
- 2002년 5월 31일 - JIBS 텔레비전 방송 개국.
- 2003년 6월 - SBS USA에서 SBS 인터내셔널로 사명 변경
- 2002년 8월 1일 - SBS 진주지국 개소.
- 2003년 8월 - SBS 도쿄지국을 니혼 TV 시오도메 사옥로 이전
- 2003년 12월 - SBS 인터내셔널을 뉴욕에서 로스앤젤레스로 이전
- 2003년 12월 24일 SBS 일산제작센터 G스튜디오 준공
- 2004년 3월 1일 - 서울특별시 양천구 목동 본사 사옥 그랜드 오픈
- 2005년 - UTV 개국, 안국정 사장 취임, 지상파DMB 사업자 선정, 지상파DMB SBS(SBSu), 안양 SBS 스타즈 프로농구단 KT&G(구 한국담배인삼공사)에 27억원을 매각
- 2005년 2월 15일 - 프랑스 TF1과 문화분야 협력의 협정 체결
- 2005년 12월 1일 - 평일 낮 방송 개시
- 2006년 - SBS 프로덕션 인도네시아 합작법인 설립, 데이타방송 개국, 사우회 창립
- 2006년 6월 - 인터넷 라디오 '고릴라' 서비스 개시
- 2007년 - SBS 진주지국/KNN 진주방송센터 개국, 광교산 지상파DMB 중계소 준공(면적:363.64m2), 하금열 사장 취임, SBS 러브FM에서 SBS라디오로 명칭 변경
- 2008년 - 소유·경영 분리를 표방하면서[4] SBS와 지주회사를 분할, SBS홀딩스 출범
- 2008년 9월 1일 : SBS라디오에서 SBS 러브FM으로 채널명 환원.
- 2009년 1월 1일 - 미국 E!엔터테인먼트와의 합작하여 기존의 UTV를 E!TV란 이름으로 새롭게 변경해 채널 론칭을 함
- 2009년 9월 16일 - SBS 드라마플러스에서 SBS 플러스 채널명 변경
- 2009년 12월 28일 - Xports 폐국 및 SBS CNBC 개국

### 2010년대
- 2010 밴쿠버 동계 올림픽과 2010 남아공 월드컵 단독 중계[5] (한국방송공사(KBS) · 문화방송(MBC)은 중계권 독점으로 인해 포기되었으며[5], SBS가 2010 광저우 아시안 게임 중계권 결국 취소되었다.) - 동두천, 연천, 파주, 양주, 의정부 일부에 해당하는 경기 북부 지역에 SBS 파워FM 중계탑 설치 완료와 동시에 주파수 100.3㎒를 통해 파워FM 경기 북부 지역 송출 시작[6] SBS 스포츠채널에서 SBS ESPN 채널명 변경[7]
- 2011년 4월 12일 - SBS희망내일위원회 설립
- 2011년 8월 20일 - 모든 프로그램을 HD로 제작,송출 체제로 전환
- 2011년 11월 - E!TV를 SBS E!로 채널명 변경, SBS와 미국 바이어컴의 합작사 SBS Viacom 설립과 동시에 SBS MTV 개국, 니켈로디언 코리아 SBS 미디어홀딩스로 편입
- 2012년 7월 31일 - SBS프리즘타워 준공
- 2012년 10월 29일 - 24시간 종일방송 시작
- 2012년 12월 31일 - 새벽 4시 수도권 지상파 아날로그 TV 방송 종료
- 2013년 10월 16일 - 지상파 디지털 TV방송 채널 재배치
- 2013년 12월 2일 - 이웅모 사장 취임
- 2014년 1월 1일 - SBS E!를 SBS funE로 채널명 변경
- 2014년 1월 1일 - SBS ESPN을 SBS 스포츠로 채널명 변경
- 2014년 5월 1일 - SBS 아트텍, SBS 뉴스텍이 서로 합병해 SBS A&T 출범
- 2015년 6월 30일 - 이천, 여주 일부에 SBS 러브FM 중계탑 설치 완료와 동시에 주파수 98.3MHz를 통해 러브FM 이천, 여주 지역 송출 시작
- 2015년 11월 13일 - 25주년을 맞아 '함께 만드는 기쁨'이라는 새로운 슬로건을 발표
- 2017년 3월 24일 - SBS 연중캠페인 '함께 만드는 희망 대한민국'이라는 방영 시작
- 2017년 5월 31일 - SBS UHD 방송 개국
- 2019년 4월 24일 - SBS 모바일 24 방송개국

### 2020년대
- 2022년 6월 30일 - 니켈로디언 코리아, SBS MTV 자정 이전 폐국
- 2022년 7월 1일 - KiZmom, SBS M 자정 이후 개국.
- 2023년 3월 30일 - KiZmom 자정 이전 폐국 및 SBS 골프 2 자정 이후 개국.
- 2023년 5월 8일 - AM 라디오(AM 792㎑) 방송 송출 종료.
- 2025년 5월 14일 - SBS M 자정 이전 폐국.

## 역대 사장
| 역대 (대수) | 이름   | 임기                               |
| ----------- | ------ | ---------------------------------- |
| 1대         | 윤세영 | 1990년 11월 14일 ~ 1994년 3월 8일  |
| 2대         | 윤혁기 | 1994년 3월 9일 ~ 1999년 3월 8일    |
| 3대         | 송도균 | 1999년 3월 9일 ~ 2005년 4월 7일    |
| 4대         | 안국정 | 2005년 4월 8일 ~ 2007년 3월 11일   |
| 5대         | 하금열 | 2007년 3월 12일 ~ 2009년 12월 31일 |
| 6대         | 우원길 | 2010년 1월 1일 ~ 2013년 12월 1일   |
| 7대         | 이웅모 | 2013년 12월 2일 ~ 2015년 12월 3일  |
| 8대         | 김진원 | 2015년 12월 4일 ~ 2016년 12월 7일  |
| 9대         | 박정훈 | 2016년 12월 8일 ~ 2023년 11월 30일 |
| 10대        | 방문신 | 2023년 12월 1일 ~ 현재             |
| 11대        | 박진호 | 2026년 2월 8일 ~ 예정              |

## 로고
- 신문에 게재된 TV 프로그램 편성표 상의 개국 당시부터 1994년 9월 18일까지 알파벳 소문자로 사용되었다. 1994년 이후[13]에는 대문자로 사용되고 있다.
- 2000년 11월 14일 창사 10주년 기념식 및 CI 선포식에서 종합영상그룹 SBS의 비전을 제시하고 전체적인 통일성을 기하기 위해, CI를 발표했다. 디자인 회사 인피니트(INFINITE)가 제작한 SBS CI는 인간중심, 문화창조, 미래지향을 경영이념을 상징하고, 배아 모형의 로고는 3개의 원안에 각각의 상징적 3개의 색상들을 사용하여 인간중심, 문화창조, 미래지향이라는 경영철학을 나타낸 것으로 '생명'과 '문명의 씨앗'을 중심 SBS를 주제로 하고 있다. 새로운 CI 도입으로 국경 없는 무한경쟁시대의 새로운 패러다임에 적응하고 다매체, 다채널 시대를 맞아 SBS의 사회적 이미지를 제고하며, 방송사업자간 경쟁이 강화되는 시점에서 회사의 경쟁력을 높이고 사원들의 도덕성 무장에도 기여할 것으로 기대하고 있다.
  - 2000년 11월 14일 이후 SBS의 차량, 마이크, 봉투, 명함, 기념품, 헬기, 간판, 간판류, 서식류, 유니폼, 프로그램 타이틀 등 모든 부문에 통합 적용되었다.

CI(영문)

1991년 3월 20일 ~ 1994년 9월 18일[14](소문자)
1994년 9월 19일 ~ 2000년 11월 13일(대문자)
2000년 11월 14일 ~ 현재(대문자)
2000년 11월 14일 ~ 현재(대문자 심볼마크)

CI(국문)

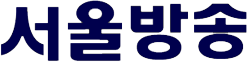
1991년 3월 20일 ~ 2000년 11월 13일 서울방송 개국당시부터 국문로고가 사용되었으며, 2000년 11월 14일 SBS로 법인명을 변경하면서 국문로고는 제거되었다.

CI(영문·국문)

1991년 3월 20일 ~ 1994년 9월 18일
1994년 9월 19일 ~ 2000년 11월 13일

## 로고송
- 로고송 정보는 TV방송의 Ident(일명 ID)를 기준으로 한다.

### 1990년대
1991년 12월 9일 ~ 1998년 10월 18일
- 기본 로고송으로는 신원미상의 가수가 부른 '기쁨주고 사랑받는 SBS 서울방송' 이 사용되었다.
- 신원미상의 남성가수가 힘찬 어조로 부른 'SBS'가 쓰였다(1991년 하순~1999년).
- 단일 형태가 아닌 각종 배경음악에 덧붙여 맨 뒤에 로고송이 흘러나왔다.
- 끝에 한 음을 올려서 불렀다.

1998년 10월 19일 ~ 2000년 11월 13일
- 신원미상의 여성 합창단[15]이 부른 '기쁨주고 사랑받는 SBS 서울방송'・'좋은방송 좋은세상 SBS'・"감동의 물결과 희망을 느껴요 SBS" 또는 "(간주) (SBS 서울방송) 희망과 감동 주는 SBS"(1998년 후반 ~ 2000년) 외에 몇 종류의 로고송이 쓰였다.
- 이전의 로고송과는 달리 단일형태로 이때부터 ID영상에서는 로고송만 흘러나오게 되었다.
- 남성가수가 어조로 "날마다 새로운 기쁨 SBS SBS 서울 서울방송" 로고송이 흘러 나왔다. 그것에다 ’행복이 있어요. 사랑을 느껴 봐요.’·’꿈이 있어요 내일을 가꾸어요.’·’날마다 새로운 기쁨, 서울 방송’도 사용되었다(1996년 후반 ~ 1998년). 1997년 중반에 ’새로운 기쁨 신선한 방송 민영 TV’가 사용되었다.

### 2000년대
2000년 11월 14일 ~ 2003년 상반기
- 가수 앤드(AND)가 부른 '기쁨주고 사랑받는 SBS', '희망과 감동 주는 SBS', '좋은방송 좋은세상 SBS'[16]의 세가지 로고송이 쓰였다.
- 앤드는 실제로는 로고송을 부른 뒤에 정식으로 2004년 초 가수로 데뷔하였다.

2003년 하반기 ~ 2004년 2월 29일(특별)
- 시청자들이 보낸 사진들을 공개하고 '당신은 SBS, SBS 오~~ 얼굴'의 로고송이 쓰였으나 인지도가 적었다.

2004년 3월 1일 ~ 2010년 1월 3일
- 가수 보아가 SBS와 목동 신사옥으로의 이전에 맞추어 부른 로고송이 쓰였다.
- '기쁨주고 사랑받는 우리의 SBS', '기쁨주고 행복을 드려요 사랑받는 SBS'[17]의 두 곡의 로고송이 사용되었다.

'기쁨주고 행복을 드려요 사랑받는 SBS'의 경우 초기에는 2가지 버전이 있었으나, 나중에는 바장조의 로고송만 쓰였다.
- 방송초기에는 라디오에서 국악버전으로 리믹스한 로고송을 들려주기도 하였고, 이와 비슷한 로고송이 매년 설날, 추석연휴때마다 TV방송에서 종종 쓰이곤 했다.
- 2008년 4월 8일에 SBS가 한국인 최초 우주인 발사를 앞두고 '기쁨주고 행복을 드려요 사랑받는 SBS'를 개사한 '우주한국 미래를 열어라 사랑받는 SBS'로 쓰였다. 이 로고송은 SBS TV와 라디오를 통해 쓰였다.
- 2008년 하계 올림픽 기간에는 '열정과 패기 하나로 뭉친 우리 올림픽 채널 SBS'와 '모두가 하나 됩니다. 올림픽 채널 SBS'로 쓰였다.

### 2010년대
2010년 1월 4일 ~ 2015년 11월 22일
- 걸그룹 소녀시대가 부른 '밝은세상 만들어요 내일을 봅니다 SBS'의 로고송이 쓰였다. SBS FM에서도 사용되었다.

2015년 9월 9일 ~ 2015년 10월 27일
- '밝은세상 만들어요 내일을 봅니다. SBS'의 로고송이 쓰였다.

2015년 10월 28일 ~ 2015년 11월 13일
- '밝은세상 만들어요 내일을 봅니다. SBS'의 로고송이 MR 버전으로 쓰였다.

2015년 11월 14일 ~ 2015년 11월 22일
- '밝은세상 만들어요 내일을 봅니다. SBS'의 로고송이 쓰였다.

- 2015년 11월 23일 ~ 2018년 7월 8일 걸그룹 AOA가 부른 '재밌게 놀랍게 다르게 다함께 다함께 만드는 기쁨 SBS'의 로고송과 함께 쓰였다.

2018년 7월 9일 ~ 현재
- 별도로 쓰이는 로고송이 없다.

## 마스코트
- 1991년 ~ 2000년: 빛돌이
- 2002년 ~ 2004년: 나네모 & 퓨타 (SBS 만화 프로그램 마스코트)
- 2005년 ~ 2011년: 고미 (1세대)
- 2011년 ~ 2016년: 고미 (2세대)
- 2012년 ~ (선거방송 한정): 투표로

## 연중 캠페인
- 1991년 ~ 1992년 건강한 이웃, 건강한 사회
- 1993년 : 장애인을 가족처럼
- 1994년 : 어린이를 바르게
- 1995년 : 건강한 가정 건강한 사회
- 1996년 : 나부터 깨끗해야 나라가 바로선다.
- 1997년 : 생활문화개혁 근본부터 시작합시다.
- 1998년 : 경제를 살립시다.
- 1999년 : 희망을 이야기합시다.
- 2000년 : 이제는 생명이다.
- 2001년 ~ 2004년 : 물은 생명이다.
- 2003년 : 정전 50주년 - 평화를 이야기합시다 (참여연대 공동캠페인)
- 2005년 : 광복 60주년 다시 뛰자! 대한민국
- 2006년 : 함께 가요 행복 코리아
- 2007년 : 대한민국 희망 아젠다. 얼쑤! 대한민국
- 2008년 : 도시를 새롭게 디자인합시다. (우리은행 공동캠페인)
- 2009년 : 위기를 기회로
- 2010년 : 일류 국가로 가는길 SBS 20 G20
- 2011년 : 미래세대에 희망을
- 2012년 : 마음을 열면 모두가 가족입니다.
- 2013년 : 착한성장 대한민국
- 2014년 : 아름다운 당신, 다시 뜨겁게!
- 2015년 : 배려, 대한민국을 바꿉니다.
- 2016년 ~ 2019년 : 함께 만드는 기쁨
- 2017년 : 함께 만드는 희망, 대한민국
- 2018년 : 다시 뜨겁게!
- 2019년 : 아이 낳고 싶은 대한민국 특별한 육아
- 2020년 : 더 나은 세상
- 2021년 ~ 현재 : 함께 만드는 기쁨

## 방송지표
- 기쁨주고 사랑받는 방송
- 희망과 감동을 주는 방송

## 관련 인물

### 기자·특파원·PD

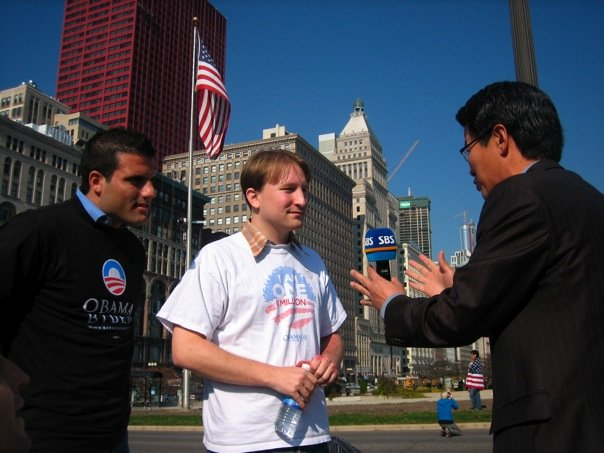
버락 오바마 대통령 지지자를 인터뷰하는 신동욱 기자 (前. TV조선 뉴스총괄프로듀서 상무)

- 1991년 입사 : 양윤석 (보도본부장), 윤춘호(부국장급 논설위원), 김영성(부국장급, 스포츠부 선임기자)[18], 권종오(부국장급, 스포츠전문기자), 고희경(부국장급 기자, SBS 오 뉴스 앵커), 방문신(SBS 사장), 나류명, 정승민(논설위원실장)
- 1992년 입사 : 김승필, 송호금(사회부 기자), 김균종 (영상취재 기자)
- 1993년 입사 : 김석재(보도본부 선임기자(부국장), SBS 나이트라인 앵커),김수현, 이현식(D리포트 제작위원), 정준형(정치부 국제팀장), 주영진(논설위원)
- 1994년 입사 : 유영수(성남지국 기자), 이성철, 조성원(D콘텐츠 제작위원), 김수혜
- 1995년 입사 : 편상욱(부국장급, 정치부 기자, 편상욱의 뉴스브리핑 앵커),고철종(대외협력실장, 국장급), 김광현, 배재학(부국장급, 국제부 기자), 우상욱(TY홀딩스 미디어정책실장 상무 비서실장), 김명진, 이주상, 양만희(논설위원)[19], 김시애, 안정식(부국장급 북한전문기자), 홍순준(디지털뉴스편집부장), 서쌍교(의정부 지국장), 서경채(생활문화부 라이프팀장), 허윤석(부국장급, 뉴스브리핑부장), 김우식(국장), 표언구(부국장급 기자), 조정(국장)
- 1996년 입사 : 박진호(논설위원실 부국장급), 윤영현(뉴스혁신부장), 윤창현(SBS 노조위원장), 최선호(논설위원), 김세이 정규진(경영본부 노사협력팀장), 주영민(스포츠취재부장)
- 1997년 입사 : 정호선(생활경제부장), 정희돈(부국장급, 스포츠부 기자)
- 1998년 입사 : 조민지
- 1999년 입사 : 한승희 (8뉴스부장)
- 2000년 입사 : 곽상은(부장급 사회부 기자, 유럽, 중동 특파원), 김범주(뉴욕 특파원),김형열, 이성훈, 김윤수(시민사회부장), 신승이(국제부 글로벌D콘텐츠팀장)
- 2001년 입사 : 유성재(TV뉴스편집부장), 김호선 (사회부 기자), 송욱(시민사회부 시민사회팀장), 조지현(보도부 기자), 심우섭 (스포츠부, 사회부, 경제부 기자)
- 2002년 입사 : 손석민(뉴스혁신부장, 한국기자협회 부회장 겸직)[20], 김용태(부장급, 워싱턴 특파원), 정성엽(정책사회부장), 남정민,조성현(라이프문화부장)[21], 권영인(부장급 겸 이슈취재팀 기자)
- 2003년 입사 : 정영태(베이징 특파원), 박민하(산업경제부장), 남주현, 권애리, 최희진(부장급, 디지털뉴스제작부장), 심영구 (부장급, 보도IMC팀장), 김수형(부장급, 정치부 통일외교팀장), 김정윤(부장급, 시민사회부 법조팀장), 이대욱(부장급, 탐사보도부 뉴스토리팀장)
- 2004년 입사 : 이승재, 남승모(워싱턴 특파원), 정연, 조재행, 김형주, 하대석, 한지연(경제부 기자, 평일 SBS 모닝와이드 친절한 경제 mc), 한승구
- 2005년 입사 : 김현우(정치부 기자), 권란(베이징 특파원), 이한석(시민사회부 기자)
- 2006년 입사 : 박현석(사회부 기자), 정유미(정치부 기자) (sbs 주말 8시 뉴스 전 앵커) (sbs 정치 스토브리그 메인 앵커), 한상우, 정혜진, 이경원, 이호건,
- 2007년 입사 : 장선이(뉴미디어 뉴스부 기자), 양지혜, 최고운(탐사보도부 기자), 김지성(부장급, 탐사보도부 기자, 베이징 특파원), 김종원, 임찬종, 정경윤, 최우철, 한승환
- 2008년 입사 : 조동찬(의학전문기자), 이영주, 안서현, 이혜미, 이재휘, 김아영(정치부 기자), 김도균(경제부 기자), 송인근, 김수영, 서대원(스포츠부 기자), 전병남(정치부 기자), 최재영(정치부 기자), 구수영, 박상진(도쿄 특파원)
- 2009년 입사 : 유요임
- 2010년 입사 : 류란, 박원경, 유덕기(탐사보도부 기자), 윤나라(정치부 기자), 장훈경(경제부 기자), 한세현
- 2012년 입사 : 강준, 강청완(탐사보도부 기자), 김학휘, 노동규(경제부 기자), 노유진, 박아름, 정윤식, 김승태, 제희원
- 2014년 입사 : 박하정(정치부 기자), 화강윤(경제부 기자), 소환욱(사회부 기자), 손형안(경제부 기자)
- 2015년 입사 : 정혜경(국제팀 기자, SBS 뉴스브리핑 서브앵커), 민경호(정치부 기자), 정성진(사회부 기자), 정구희(토요일 모닝와이드 1,2부 앵커)
- 2016년 입사 : 김기태, 이현영(사회부 기자, 주말 SBS 8 뉴스 앵커), 배위원
- 2017년 입사 : 박찬근(경제부 기자, 평일 모닝와이드 1,2부 앵커), 마우정
- 2018년 입사 : 고정현(사회부 기자), 신정은, 김민정, 정다은
- 2019년 입사 : 장주효, 전연남(사회부 기자), 정준호
- 2020년 입사 : 최선길, 하정연, 한성희
- 2021년 입사 : 박하정, 류료림
- 2022년 입사 : 김민준, 사공성근(평일 SBS 8 뉴스 앵커), 박재연, 이태권, 신용식, 김보미(토요일 모닝와이드 1,2부 앵커)
- 2023년 입사 : 오이영, 박서경

#### 전 기자·특파원
- 1991년 입사 : 권오승, 권태인[22], 신우선, 윤천석, 이궁, 김광석, 장현규, 김벽수, 김경원, 안상륜, 허원제, 이웅모, 유자효, 이왕돈, 서두원, 김인기, 김진원, 김천홍, 나종하, 민충기, 임광기, 이선명, 양철훈[23], 김성호, 백낙천, 이찬휘, 임성환, 장동훈, 정성환, 주동원[24], 차병준, 최금락, 이승열, 김성준, 이창섭, 박수택, 정성근, 하남신, 한종희[25], 이지현, 이혜영, 맹형규, 송석형, 우석호, 김형민, 전용학, 한수진, 신경렬, 엄효섭, 이은종, 이형근, 정규관, 최웅기, 박상규, 김기성, 하금열, 우원길, 홍성욱, 허인구, 황호형
- 1992년 입사 : 송도균, 신동욱, 이영춘, 최희준
- 1993년 입사 : 홍지만
- 1996년 입사 : 송성준(부산지국 기자)
- 1997년 입사 : 서혜진
- 2001년 입사 : 이병희 (사회부 기자)
- 2012년 입사 : 안현모
- 2016년 입사 : 이세영

#### PD
- 1991년 입사 : 박정훈, 전문수, 김찬웅, 이윤민
- 1994년 입사 : 송영재
- 1996년 입사 : 최영인, 최상재
- 1998년 입사 : 유윤재
- 2001년 입사 : 김훈종, 윤선주, 김지은, 장세만, 황인영, 조효진, 박경덕, 진혁, 부성철, 이동훈, 이선아, 이재익
- 2013년 입사 : 최형인
- 2014년 입사 : 최보필, 김미주

### 기상 캐스터
- 2017년 입사 : 양태빈
- 2020년 입사 : 남유진, 안수진
- 2022년 입사 : 임은진
- 2024년 입사 : 박세림

## 지역별 민영방송 네트워크
- 프로그램 제작국인 SBS를 비롯한 전국 10개 지역민방은 네트워크를 구성하고 프로그램을 제휴한다.

| 지역 민영 방송사 | 영문 | 방송대상구역   | 개국일           |
| ---------------- | ---- | -------------- | ---------------- |
| KNN              | KNN  | 부산·경남      | 1995년 5월 14일  |
| TBC              | TBC  | 대구·경북      | 1995년 5월 14일  |
| 광주방송         | kbc  | 광주·전남      | 1995년 5월 14일  |
| 대전방송         | TJB  | 대전·세종·충남 | 1995년 5월 14일  |
| 울산방송         | ubc  | 울산           | 1997년 9월 1일   |
| 전주방송         | JTV  | 전북           | 1997년 9월 27일  |
| 청주방송         | CJB  | 충북           | 1997년 10월 18일 |
| G1방송           | G1   | 강원           | 2001년 12월 15일 |
| 제주방송         | JIBS | 제주           | 2002년 5월 31일  |

### 자지역 민영방송사와의 방송업무협력에 관한 기본협정
- 대상 방송사 : G1방송 강원, TJB 대전·세종·충남, CJB 청주, JTV 전주, kbc 광주·전남, TBC 대구·경북, KNN 부산경남, ubc 울산, JIBS 제주

### 계약내용
- 9개 지역 민영방송사는 전국네트워크 체제를 공고히하고 상호협력한다.
- SBS(모기업:태영건설)는 네트워크 시간대에 방송할 프로그램을 제작하여 송출한다.
- 협약기간의 네트워크 프로그램 공급료는 면제한다.

※ 라디오의 경우 타지역민방의 라디오 방송에서 SBS 파워FM의 일부 프로그램을 방송할 수 있으나 동남권 지역민방인 KNN 부산경남방송(모기업:넥센타이어)을 제외하고 SBS 러브FM은 2008년부터 네트워크 프로그램 공급 대상에서 제외된다. 그 이유는 SBS와 KNN은 라디오 채널이 음악FM과 종합FM 2개인 반면 타지역민방의 라디오채널은 음악FM 1개이기 때문이다. 대신 컴퓨터나 휴대 전화로 SBS 홈페이지에 가서 화면 상단에 SBS 고릴라를 직접 다운받아 SBS 러브FM을 청취할 수 있다.

## 사건
- SBS 외주작가 투신 자살 사건

## 같이 보기
- KBS
- MBC
- EBS
- 9colors